# Robert Grässle

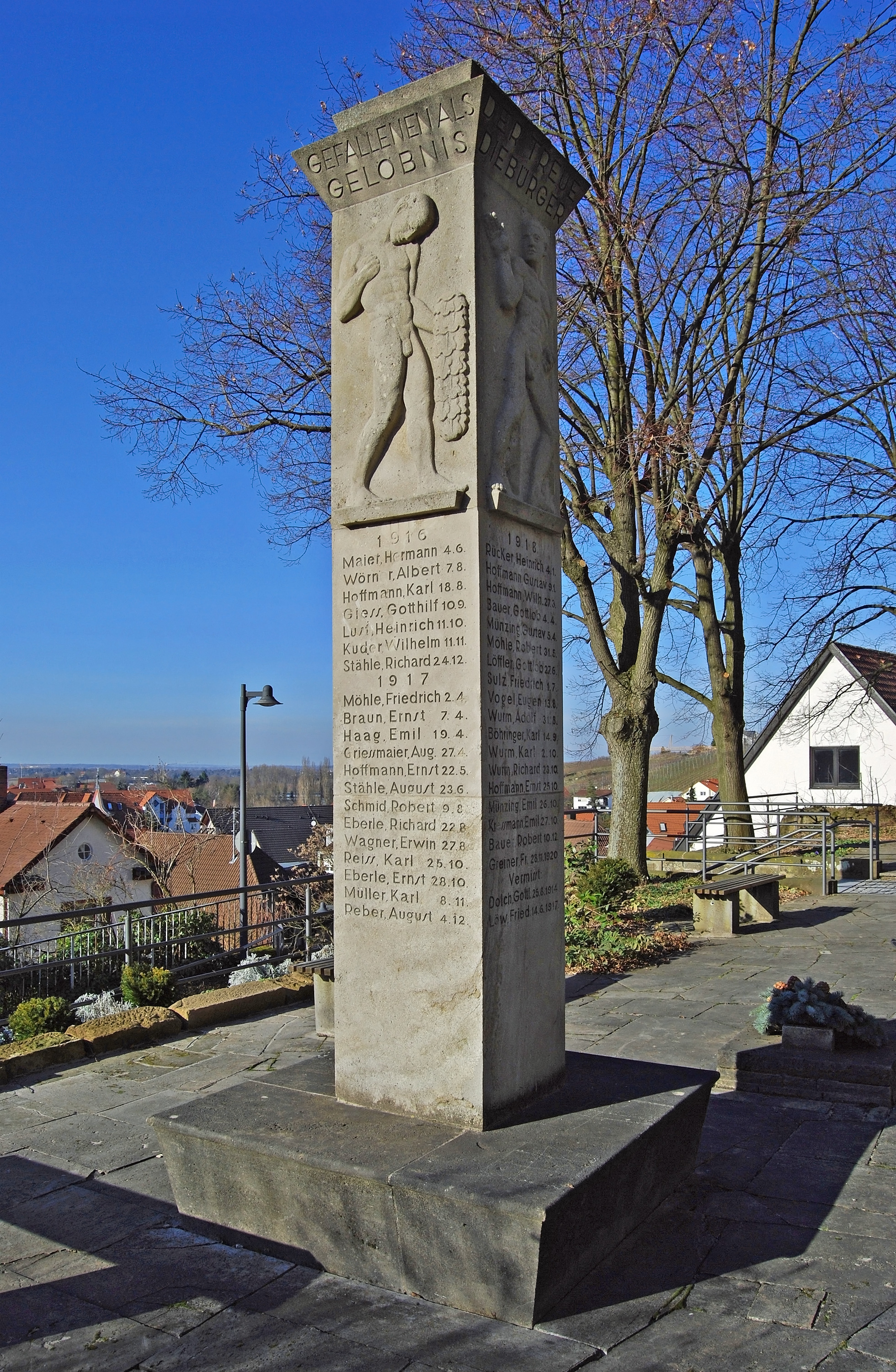
Kriegerdenkmal in Flein

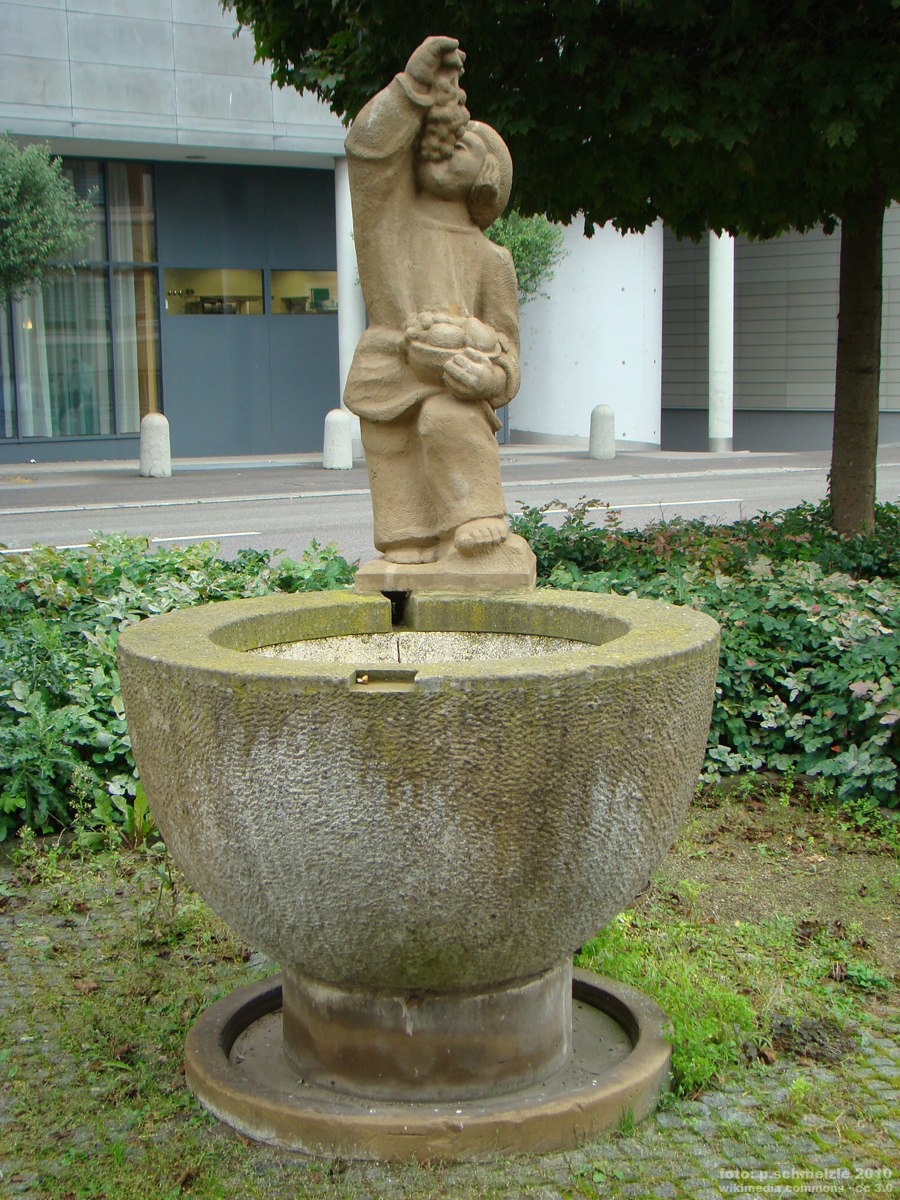
Traubenbrunnen am Uhlandplatz in Heilbronn

Robert Grässle, gelegentlich auch Robert Gräßle oder Robert Graeßle, (* 19. Januar 1887; † März 1964 in Heilbronn) war ein deutscher Steinmetz und Bildhauer. Er wirkte vor allem in Heilbronn.

## Leben
Grässle absolvierte eine Ausbildung zum Holzbildhauer und erweiterte sein Arbeitsgebiet auf Steinskulpturen. Anschließend ließ er sich in München als Modelleur ausbilden und studierte dann an der Kunstgewerbeschule Stuttgart. Ab 1911 war er als selbstständiger Bildhauer in Heilbronn tätig und hatte erst ein Atelier in der Fleiner Straße 9 und danach in der Wollhausstraße 127/1. Grässle war Gründungsmitglied des Künstlerbundes Heilbronn und wurde 1962 Ehrenmitglied.

## Werke (Auswahl)
Grässle war an der Erstellung zahlreicher Grabmäler und Denkmäler in Heilbronn und Umgebung beteiligt, darunter am Kriegerdenkmal in Flein, am Ehrenmal in Untergruppenbach (Crailsheimer Muschelkalk, 1927) und am Kriegerdenkmal in Obereisesheim. Außerdem fertigte er den Traubenbrunnen nach einem Entwurf von Maria Fitzen-Wohnsiedler, der bis zur Umgestaltung im Frühjahr 2016 auf dem Uhlandplatz in Heilbronn stand.
Er schuf ferner zahlreiche Kopien und Repliken von Werken in Heilbronn, darunter die Nachbildung des Bildstocks an der Armsündersteige aus dem Jahre 1514 und einen Wasserspeier am Turm der Kilianskirche sowie zwei Maskenköpfe, die er für das Alte Theater nach altem Vorbild neu schuf. Diese wurden nach einer Restaurierung durch den Talheimer Steinmetz Thomas Rücker im September 2012 auf der Terrasse des Heilbronner Stadttheaters neben den original erhaltenen Maskenköpfen von Karl Gimmi wieder aufgestellt.
Mehrere Werke befinden sich heute im Haus der Stadtgeschichte im Stadtarchiv Heilbronn, darunter das Bozzetto für die Nagelfigur „Eisenhart“ nach einem Entwurf von Josef Michael Lock und die Kopie einer Skulpturengruppe Mariä Verkündigung aus dem Heilbronner Klarakloster.